# Vellozia exilis
Vellozia exilis är en enhjärtbladig växtart som beskrevs av Goethart och Johannes Jan Theodoor Henrard. Vellozia exilis ingår i släktet Vellozia och familjen Velloziaceae. Inga underarter finns listade.